# 日吉町 (八王子市)
日吉町（ひよしちょう）は、東京都八王子市の町名。丁番を持たない単独町名である。住居表示実施済み区域。郵便番号は193-0836（八王子西郵便局管区）。

## 地理
八王子市東部に位置する。東で追分町、南で千人町、西で南浅川を跨いで横川町、北で元本郷町と隣接する。東西を陣馬街道が横断し、横川町とを結ぶ水無瀬橋が西端の南浅川に架かる。かつては小工場も混在していたが、現在は陣馬街道沿いを除き、大半が住宅地である。

### 河川
- 南浅川 - 水無瀬橋が架かる。

## 歴史

### 町名の由来
日吉八王子神社に因む。

### 沿革
- 1882年（明治15年）7月 - 町村分合により、江戸期の久保宿と島之坊宿が合併し八王子久島町となる。
- 1889年（明治22年）4月1日 - 町制施行により八王子町が成立。八王子町久島町となる。
- 1912年（大正元年）10月1日 - 町名改正に伴い、久島町と千人町・元本郷町の一部が統合し日吉町となる。
- 1917年（大正6年）9月1日 - 八王子町が市制施行。八王子市日吉町となる。
- 1971年（昭和46年）2月1日 - 住居表示を実施

## 世帯数と人口
2017年（平成29年）12月31日現在の世帯数と人口は以下の通りである。
| 町丁   | 世帯数  | 人口    |
| ------ | ------- | ------- |
| 日吉町 | 630世帯 | 1,131人 |

## 小・中学校の学区
市立小・中学校に通う場合、学区は以下の通りとなる。
| 番地 | 小学校               | 中学校               |
| ---- | -------------------- | -------------------- |
| 全域 | 八王子市立第五小学校 | 八王子市立第四中学校 |

## 交通

### バス
- 西東京バス
  - 西八王子駅〜日吉町〜松枝住宅
  - 京王八王子駅〜日吉町〜宝生寺団地・恩方車庫・繊維団地・大久保
  - 京王八王子駅〜日吉町〜高尾駅南口
  - 西八王子駅〜日吉町〜繊維団地

### 道路
- 東京都道521号上野原八王子線（陣馬街道）

## 施設
- 日吉町一丁目会館
- 日吉町二丁目会館
- 日吉八王子神社

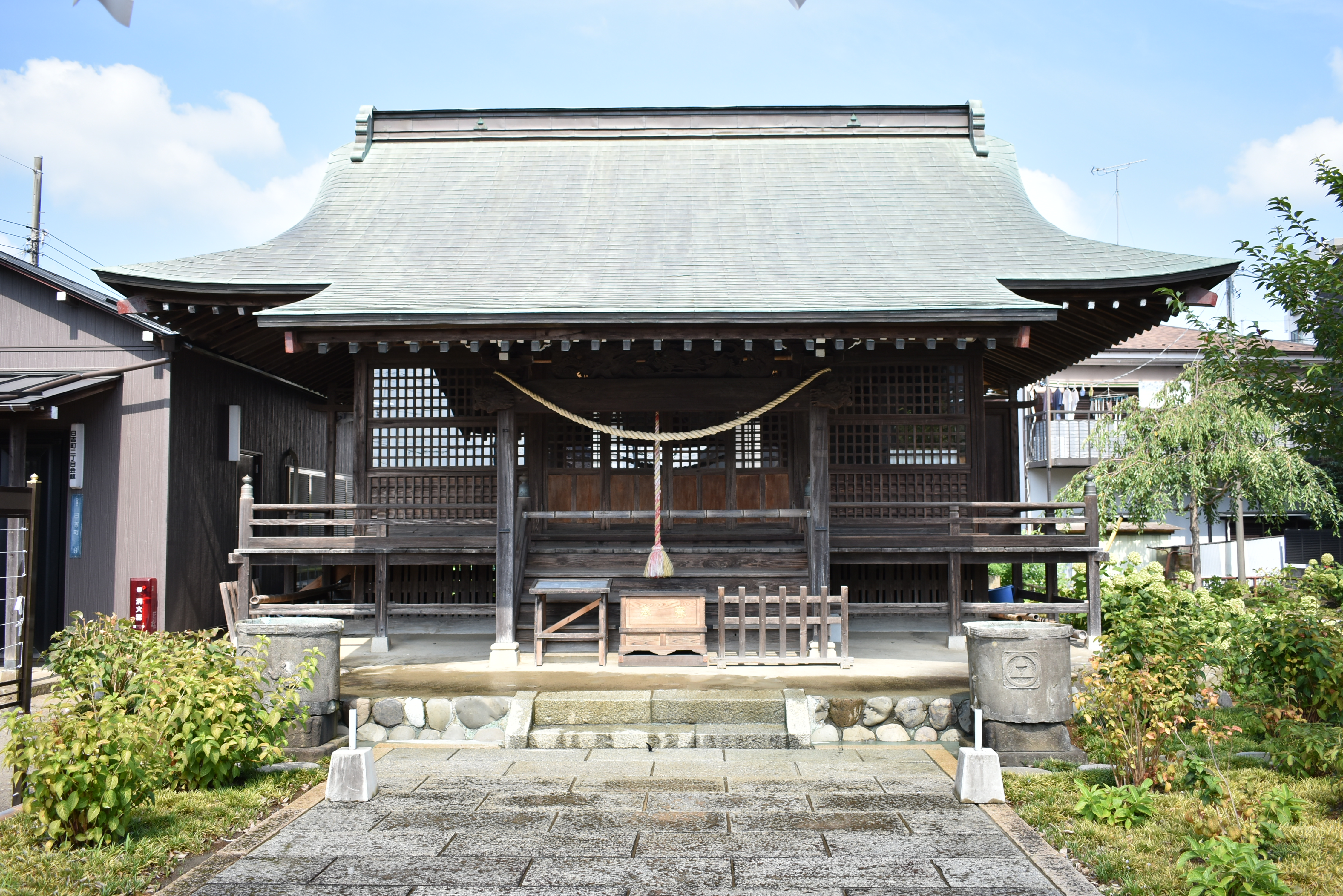
日吉八王子神社（2019年8月10日撮影）

- 了法寺 - 日蓮宗の仏教寺院であるが、神仏習合として伽藍内に稲荷堂が祀られる稲荷信仰の寺院でもある。山号は松栄山。八王子七福神の一つである新護弁財天を祀る。「萌え寺」としても知られる[6]。ただし参道は千人町側の国道20号（甲州街道）に接続する。